# Aage Kakke
Aage Kakke (også stavet Kagge eller Kaki), død 1296, var blandt de 9 mænd, der på Danehoffet i Nyborg 1287 blev udpeget som Erik 5. Klippings banemænd; Kakke nævnes sidst i rækken og var ikke ridder. 
Ligesom de øvrige fredløse søgte han tilflugt i Norge; men da det efter forliget 1295 blev tilladt for kongemorderne at vende tilbage, kom også Kakke til Danmark. Her blev han imidlertid overfaldet og dræbt af bymændene i Viborg, der også fangede hans bror Henrik Adsersen.